# نیتروسونیم
یون نیتروسونیم (به انگلیسی: Nitrosonium) با فرمول شیمیایی +NO است، که در آن اتم نیتروژن با پیوند سه‌گانهای (رتبه پیوند ۳) به یک اتم اکسیژن متصل شده‌است، و تمام گونه دارای بار +۱ می‌باشد. به این گونه می‌توانیم به‌شکل نیتریک اکسید بدون یک الکترون بنگریم.
+NO با CO و −CN و N۲، ایزوالکترونیک است. از طریق پروتون‌دهی به نیترو اسید می‌توان این کاتیون را تولید کرد:
HONO + H+ ⇌ NO+ + H۲O

## ویژگی‌های شیمیایی

### آبکافت
+NO به‌راحتی با آب واکنش می‌دهد و نیترو اسید را تولید می‌کند:
به‌همین دلیل ترکیبات نیروسونیم باید از آب یا حتی هوای مرطوب محافظت شوند. نیتروسونیم در واکنش با باز، باعث تولید نیتریت می‌شود: